# 漫畫家與助手
《漫画家與助手》（日语：マンガ家さんとアシスタントさんと）是弘幸所作的日本漫画。从2008年开始在《YOUNG GANGAN》和《月刊少年GANGAN》連載，其中《月刊少年GANGAN》上连载的形式是四格漫画。另外自2010年6月24日起在《GANGAN ONLINE》上連載。本作是描写漫画家愛徒勇氣和助手足須沙穗都的日常生活的喜剧作品。繁體中文版漫畫由東立出版社代理。
2013年12月發表動畫化消息，於2014年4月7日於TOKYO MX等日本電視台播出。

## 登場人物
※配音演員為廣播劇CD版／電視動畫版。

### 《羞羞拿铁咖啡》相關
愛徒 勇氣（配音員：福山潤／松岡禎丞）
身高175 cm，生日1月1日，22歲。
本作的主人公。长相平常、喜愛女用內褲的漫画家。喜欢钻牛角尖，有妄想癖，自稱「愛與勇氣的漫畫家」（愛と勇気の漫画家），喜欢偷懒，经常拖稿，因此经常给编辑和助手们添麻烦。喜欢美少女游戏与美少女模型，一天要花十个小时玩美少女游戏。没有与女性交往过的经历，因此梦想是「死前被女生告白一次」（死ぬまでに一度でいいから女の子に告白されたい）。在少年漫畫雜誌《月刊少年GONGON》连载漫畫《羞羞拿铁咖啡》（はじらってカフェラッテ），簡稱《羞鐵》（はじカフェ），在杂志上人气投票排名（总共20部作品中的）15位。经常因为好色被打，不过因为是M，所以没什么收敛。對女用內褲的喜愛近乎偏執，甚至可以透过内裤来诊断对方的性格。
足須 沙穗都（配音員：能登麻美子／早見沙織）
身高163 cm，生日3月27日，19歲。
愛徒的助手，是个温和的黑髮豐乳美女。自称是“看到弃犬（爱徒）就没办法置之不理的人”。根据見張的介紹，从1年前开始帮忙，同時自己也正在努力成為一名漫畫家。夢想是「當一個不給編輯添麻煩的漫畫家」，不過上交的作品大多沒被採用。眼光有问题，对“可爱”的定义跟别人不一样，喜欢有点奇怪的吉祥物。
曾經以一部女主角欺負男性廢人上司的漫畫《懲罰！》獲得《月刊少年GONGON》新人獎最大的獎項，但是因為內容太激烈而無法刊登。
在以她與愛徒之間的關係為參考創作的漫畫《漫畫助手》出道成為職業漫畫家後，雖然辭去了愛徒助手的工作，卻搬家到了愛徒的公寓，繼續著與愛徒的故事。
音砂 見張（配音員：戶松遙／能登有沙）
身高155 cm，生日7月22日，22歲。
愛徒和貫的责任编辑。经常以西装登场，金髮双马尾。性格很严厉，经常毫不留情以一拳制裁暴走的愛徒，但是也有「和不錯的人结婚，拥有幸福的家庭」这样可爱的梦想。
高中時與愛徒是同班同學，自己本想成為漫畫家但畫工太爛。無意間發現了愛徒的繪畫才能。非常在意自己AA罩杯的貧乳，當愛徒特別提起時就會反擊。
高中畢業後，赴《月刊少年GONGON》編輯部應徵责任编辑，在面試時忽然拿自己AA罩杯的貧乳開玩笑，卻因此被皆野纏錄取。曾被纏爆料初戀對象是愛徒。
在高中同學會結束的歸途，曾半開玩笑地和愛徒說，如果十年後雙方都沒交往對象的話，就交往看看。
風羽 玲奈（配音員：豐崎愛生／井口裕香）
身高158 cm，生日10月8日，18歲。
愛徒的狂熱粉絲。虽然不知道怎么画漫画，不过因为可爱而被录用为助手。擁有巨乳。性格天然呆，對所有人都笑臉相迎。对爱徒的色色举动持宽容态度，认为“如果男人不好色，人类就会灭亡”。
黑井 瀨奈（配音員：釘宮理惠／同左）
身高140 cm，生日12月10日，19歲。
号称“不管是怎樣的原稿都能以完美的速度和品質趕上，連大腕漫畫家都要向她低頭”的超級助手。虽然画图的技术非常好，但因為不會想故事，所以當不成漫畫家。力气不大，会因为打不开墨水盖子而心情不好。
性格傲嬌，私下非常喜歡可愛的東西，但因不夠坦率而無法在別人面前表現。非常在意個子像小孩一般的嬌小。
對愛徒有好感。
波田 學
想成為漫畫家的女中學生。因被《月刊少年GONGON》編輯部退稿而與愛徒碰面，隨後成為愛徒的徒弟，時常因愛徒與助手的互動而混亂。
清崎 純
沙穗都的助手。有G罩杯的巨乳，對愛徒和他的漫畫抱持偏見。懂得防身術。初登場即被一華與纏揉胸部。
胸罩貓（配音員：無／未公佈）
愛徒撿到的貓。長得跟愛徒為了討沙穗都開心所畫的吉祥物一模一樣。雖然不會講話，卻會寫字，所以能與人類溝通。有畫漫畫的資質，隨後在《月刊少年GONGON》登載新的作品。原本一開始只是將愛徒當成奴隸看待，但故事後發展出了友情。

### 《月刊少年GONGON》連載組
貫 一真（配音員：宮下榮治）
熱血漫画家。认为给見張添了麻烦的愛徒是敌人。在「月刊少年GONGON」上连载《熱血戰士》（熱血（ファイアー）ファイター），在杂志上人气排名（总共20部作品中的）14位。愛徒认为他是个闷骚的人。後來《熱血戰士》由於單行本銷量不佳而被腰斬。
原本的責任編輯是見張，在經歷一段時間失業後，由種持葵擔任他的責任編輯。暗恋見張，但葵的出現讓他陷入迷惘。
兔美都 冥聖（配音員：綠川光）
作品畅销的漫画家。性格有问题，计划将沙穗都收为自己的助手。因為他的性格關係，常常趕走或嚇跑助手。没有朋友，本人也非常在意這點。在《月刊少年GONGON》上连载《J·O·D黑暗審判》（J・O・Dジャッジメント・オブ・ダークネス），人气是（20部作品中的）第2位。
元木 玉子
《幹勁1000%》（テンション1000%）的作者，新人漫畫家。元氣十足的少女。是《羞羞拿鐵咖啡》的粉絲，非常尊敬愛徒。
今野 一華
漫畫家，年近三十的眼鏡娘，《月刊少年GONGON》人氣排名第一的作品《冒險世界》（アドベンチャーワールド）的作者。喜歡捉弄人。與愛徒初次見面后覺得他很有趣，便成為了他的鄰居。非常在意年齡這點，當有人刻意談起她的年紀時會不高興。

### 《月刊少年GONGON》編輯部
皆野 纏（配音員：無／田中真奈美）
虽然外表是少女，却是《GONGON》的編輯長（主编）。喜欢吃零食，总是在吃巧克力或者曲奇。曾经给作品人气下滑到最下位的愛徒建议，不过愛徒没有意识到她是主编。性格上很少有豐富的表情變化，但其實有點好色。
富都 剛健（配音員：無／安元洋貴）
兔美都的责任编辑，也是他的哥哥。《GONGON》副主编。表情冷酷，身材高大，不过很讲礼貌。
種持 葵
新人編輯，看起來是可愛的美少女，但其實是男性。與玲奈一樣也是愛徒的狂熱爱好者。後來成為貫一真新連載作品的責任編輯，而他的性別與少女相貌的反差總是讓愛徒非常困惑。

### 其他角色
住野 守
愛徒住的公寓的管理人，天然呆的眼镜娘。
住野 美麗
守的姐姐。對於愛徒時常不繳房租而困擾。
足須 沙穗乃（配音員：無／伊藤美来）
沙穗都的妹妹，13歲的中學生。非常支持愛徒追求姊姊，有點好色。
榎下 紗紗繪
一華的助手主任兼經紀人。對一華非常嚴苛。勸一華放棄獲得幸福（找對象結婚）的想法，為幾百萬讀者的幸福而努力。

## 出版書籍
單行本收錄了在《YOUNG GANGAN》《月刊少年GANGAN》《GANGAN ONLINE》上連載的所有內容。
| 集數   | 史克威尔艾尼克斯 | 史克威尔艾尼克斯       | 東立出版社     | 東立出版社             |
| 集數   | 發售日期         | ISBN                   | 發售日期       | ISBN                   |
| ------ | ---------------- | ---------------------- | -------------- | ---------------------- |
| 第1卷  | 2008年11月25日   | ISBN 978-4-7575-2408-8 | 2012年5月18日  | ISBN 978-986-10-9751-0 |
| 第2卷  | 2009年7月25日    | ISBN 978-4-7575-2597-9 | 2012年5月18日  | ISBN 978-986-10-9752-7 |
| 第3卷  | 2009年12月26日   | ISBN 978-4-7575-2761-4 | 2012年9月10日  | ISBN 978-986-10-9753-4 |
| 第4卷  | 2010年6月25日    | ISBN 978-4-7575-2916-8 | 2012年10月29日 | ISBN 978-986-10-9754-1 |
| 第5卷  | 2010年12月25日   | ISBN 978-4-7575-3107-9 | 2012年11月23日 | ISBN 978-986-10-9755-8 |
| 第6卷  | 2011年4月25日    | ISBN 978-4-7575-3209-0 | 2012年12月25日 | ISBN 978-986-10-9756-5 |
| 第7卷  | 2011年8月25日    | ISBN 978-4-7575-3344-8 | 2013年1月24日  | ISBN 978-986-10-9757-2 |
| 第8卷  | 2011年12月24日   | ISBN 978-4-7575-3459-9 | 2013年2月22日  | ISBN 978-986-10-9758-9 |
| 第9卷  | 2012年6月25日    | ISBN 978-4-7575-3638-8 | 2013年3月25日  | ISBN 978-986-317-442-4 |
| 第10卷 | 2012年12月25日   | ISBN 978-4-7575-3836-8 | 2013年5月7日   | ISBN 978-986-324-586-5 |

漫畫家與助手TWO
| 集數  | 史克威爾艾尼克斯 | 史克威爾艾尼克斯       | 東立出版社    | 東立出版社             |
| 集數  | 發售日期         | ISBN                   | 發售日期      | ISBN                   |
| ----- | ---------------- | ---------------------- | ------------- | ---------------------- |
| 全1卷 | 2014年6月25日    | ISBN 978-4-7575-4342-3 | 2017年6月12日 | ISBN 978-986-482-771-8 |

## 電視動畫

### 製作人員
- 原作：弘幸
- 監督：古田丈司
- 系列構成、劇本：伊丹秋
- 角色設計：鶴田仁美
- 道具設計：出野喜則
- 美術監督：田尻健一
- 色彩設計：篠原愛子
- 攝影監督：久野利和
- 編輯：平木大輔
- 音響監督：本山哲
- 音樂：菊谷知樹
- 音樂製作：Lantis
- 音樂製作人：伊藤善之
- 製片人：吉武真太郎、竹內崇剛、福田順、岩下由希惠、田島宏行、成田拓也、龍見太輔、鈴木沙彌香
- 動畫製作：ZEXCS

### 主題曲
片頭曲《純粹雜質》（純粋なフジュンブツ）
作詞：畑亞貴，作曲、編曲：高田曉，主唱：StylipS
片尾曲
《Spica.》（第1話－第11話）
作詞：辻純更，作曲、編曲：奧田，主唱：StylipS
《無盡的旅程》（終わりなきパンツ）（第12話）
作詞：畑亞貴，作曲、編曲：本田光史郎，主唱：愛徒勇氣（松岡禎丞）

### 各話列表
| 話數   | 日文標題         | 中文標題   | 分鏡     | 演出              | 作畫監督                            | 片尾插畫     |
| ------ | ---------------- | ---------- | -------- | ----------------- | ----------------------------------- | ------------ |
| 第1話  |                  | 探索胸部！ | 古田丈司 | 古田丈司          | 鶴田仁美                            | 惠廣史       |
| 第1話  | 夢想的工作       |            | 古田丈司 | 古田丈司          | 鶴田仁美                            | 惠廣史       |
| 第1話  | 內褲戰爭         |            | 古田丈司 | 古田丈司          | 鶴田仁美                            | 惠廣史       |
| 第1話  | 音砂見張的假日   |            | 古田丈司 | 古田丈司          | 鶴田仁美                            | 惠廣史       |
| 第2話  |                  | 這個很重要 | 古田丈司 | 古田丈司          | 北川大輔                            | 小城徹也     |
| 第2話  | 新助手登場       |            | 古田丈司 | 古田丈司          | 北川大輔                            | 小城徹也     |
| 第2話  | 二人的初次見面   |            | 古田丈司 | 古田丈司          | 北川大輔                            | 小城徹也     |
| 第3話  |                  | A書危機    | 古田丈司 | 藏本穗高          | 沼津雅人                            |              |
| 第3話  | 你能照顧病人嗎   |            | 古田丈司 | 藏本穗高          | 沼津雅人                            |              |
| 第3話  | 黑色彗星現身     |            | 古田丈司 | 藏本穗高          | 沼津雅人                            |              |
| 第4話  |                  | S與M       | 古田丈司 | 藏本穗高          | 沼津雅人                            | 後藤晶       |
| 第4話  | 吉祥物角色       |            | 古田丈司 | 藏本穗高          | 沼津雅人                            | 後藤晶       |
| 第4話  | 胸罩貓登場       |            | 古田丈司 | 藏本穗高          | 沼津雅人                            | 後藤晶       |
| 第4話  | 17歲的見張       |            | 古田丈司 | 藏本穗高          | 沼津雅人                            | 後藤晶       |
| 第5話  |                  | 公園衝擊   | 岡村正弘 | 岡村正弘          | 前田學史、野道佳代 北川大輔         | 西渡槙       |
| 第5話  | 總有一天         |            | 岡村正弘 | 岡村正弘          | 前田學史、野道佳代 北川大輔         | 西渡槙       |
| 第5話  | 拿身邊人當參考   |            | 岡村正弘 | 岡村正弘          | 前田學史、野道佳代 北川大輔         | 西渡槙       |
| 第6話  |                  | 去溫泉吧   | 岡村正弘 | 古田丈司 岡村正弘 | 千葉充、川島尚 稻津辰宣、長屋誠志郎 | 勇人         |
| 第7話  |                  | 妹妹來襲   | 古田丈司 | 長屋誠志郎        | 北川大輔                            | 亞櫻圓       |
| 第7話  | 只有二人的夜晚   |            | 古田丈司 | 長屋誠志郎        | 北川大輔                            | 亞櫻圓       |
| 第7話  | 背個超級助手     |            | 古田丈司 | 長屋誠志郎        | 北川大輔                            | 亞櫻圓       |
| 第8話  |                  | 總編輯檢視 | 永岡智佳 | 永岡智佳          | 鶴田仁美、松本美雪 野道佳代         | 渡邊靜       |
| 第8話  | 女生的心情       |            | 永岡智佳 | 永岡智佳          | 鶴田仁美、松本美雪 野道佳代         | 渡邊靜       |
| 第8話  | 做過頭了         |            | 永岡智佳 | 永岡智佳          | 鶴田仁美、松本美雪 野道佳代         | 渡邊靜       |
| 第9話  |                  | 過去的過錯 | 高橋成世 | 土屋智義          | 三島千枝                            | 若林稔彌     |
| 第10話 |                  | 瀨奈的危機 | 高橋成世 | 高林久彌          | 藤原未來夫、出野喜則 北川大輔       | 金田一蓮十郎 |
| 第10話 | 為你加油         |            | 高橋成世 | 高林久彌          | 藤原未來夫、出野喜則 北川大輔       | 金田一蓮十郎 |
| 第10話 | 雨天閒聊         |            | 高橋成世 | 高林久彌          | 藤原未來夫、出野喜則 北川大輔       | 金田一蓮十郎 |
| 第11話 |                  | 可怕的變化 | 古田丈司 | 古田丈司          | 前田學史、藤原未來夫                |              |
| 第11話 | 加油吧瀨奈       |            | 古田丈司 | 古田丈司          | 前田學史、藤原未來夫                |              |
| 第11話 | 了解自己         |            | 古田丈司 | 古田丈司          | 前田學史、藤原未來夫                |              |
| 第12話 |                  | 前進       | 古田丈司 | 古田丈司          | 千葉充、北川大輔                    | 弘幸         |
| 第12話 | 夏天的結束       |            | 古田丈司 | 古田丈司          | 千葉充、北川大輔                    | 弘幸         |
| 第12話 | 用內褲來診斷個性 |            | 古田丈司 | 古田丈司          | 千葉充、北川大輔                    | 弘幸         |

### 播放電視台
日本深夜動畫：下文記載的日本国内播放時間使用日本標準時間（UTC+9）表示。因為部分時間标识會採用30小时制，因此請留意这类超过24:00的时间，其實際播放時間為翌日清晨。
| 播放地區 | 播放電視台  | 播放日期               | 播放時間（UTC+9）         | 所屬聯播網 | 備註               |
| -------- | ----------- | ---------------------- | ------------------------- | ---------- | ------------------ |
| 東京都   | TOKYO MX    | 2014年4月7日－6月23日  | 星期一 25時05分－25時18分 | 獨立UHF局  |                    |
| 日本全國 | AT-X        | 2014年4月8日－6月24日  | 星期二 23時30分－23時44分 | 衛星電視   | 有重播             |
| 日本全國 | BS11        | 2014年4月14日－6月30日 | 星期一 24時30分－24時43分 | 衛星電視   | ANIME+節目         |
| 台灣     | i-Fun動漫台 | 2014年4月13日－        | 星期日 11時30分－11時45分 | 網路電視   |                    |
| 香港     | now 101台   | 2014年8月3日－9月7日   | 星期日 23時00分－23時30分 | 寬頻電視   | 每次播放2集 有重播 |

| now 101台 星期日 23:00－23:30 節目 | now 101台 星期日 23:00－23:30 節目      | now 101台 星期日 23:00－23:30 節目 |
| ---------------------------------- | --------------------------------------- | ---------------------------------- |
|                                    | 漫畫家與助手們 （2014年8月3日－9月7日） |                                    |
| 鬼燈的冷徹 重播                    | 玩X爆台灣                               |                                    |

### OVA
隨藍光／DVD收錄的短篇故事。
| 話數  | 日文標題         | 中文標題         | 分鏡       | 演出     | 作畫監督 | 收錄卷 |
| ----- | ---------------- | ---------------- | ---------- | -------- | -------- | ------ |
| 第1話 |                  | 足須小姐的休假日 | 重本和佳子 |          | 大澤美奈 | 第1卷  |
| 第1話 | 不試試怎麼會知道 |                  | 重本和佳子 |          | 大澤美奈 | 第1卷  |
| 第2話 |                  | 作夢的漫畫家     | 古田丈司   | 篠原正寬 | 大澤美奈 | 第2卷  |
| 第3話 |                  | 在約會中學習     | 古田丈司   | 酒井和男 | 大澤美奈 | 第3卷  |
| 第4話 |                  | 守護可愛         | 古田丈司   | 酒井和男 | 出野喜則 | 第4卷  |
| 第5話 |                  | 妹妹VS總編輯     | 古田丈司   | 古田丈司 | 鶴田仁美 | 第5卷  |
| 第6話 |                  | 午睡天氣         | 古田丈司   | 古田丈司 | 鶴田仁美 | 第6卷  |
| 第6話 | 發怒的助手       |                  | 古田丈司   | 古田丈司 | 鶴田仁美 | 第6卷  |

### 藍光／DVD
| 卷數 | 發售日         | 收錄話         | 規格編號  | 規格編號  |
| 卷數 | 發售日         | 收錄話         | 藍光      | DVD       |
| ---- | -------------- | -------------- | --------- | --------- |
| 1    | 2014年6月25日  | 第1話－第2話   | ASBD-1115 | ASBY-5751 |
| 2    | 2014年7月23日  | 第3話－第4話   | ASBD-1116 | ASBY-5752 |
| 3    | 2014年8月27日  | 第5話－第6話   | ASBD-1117 | ASBY-5753 |
| 4    | 2014年9月24日  | 第7話－第8話   | ASBD-1118 | ASBY-5754 |
| 5    | 2014年10月29日 | 第9話－第10話  | ASBD-1119 | ASBY-5755 |
| 6    | 2014年11月26日 | 第11話－第12話 | ASBD-1120 | ASBY-5756 |